# Tribunal Internacional de Justícia
|  | No s'ha de confondre amb Tribunal Penal Internacional. |

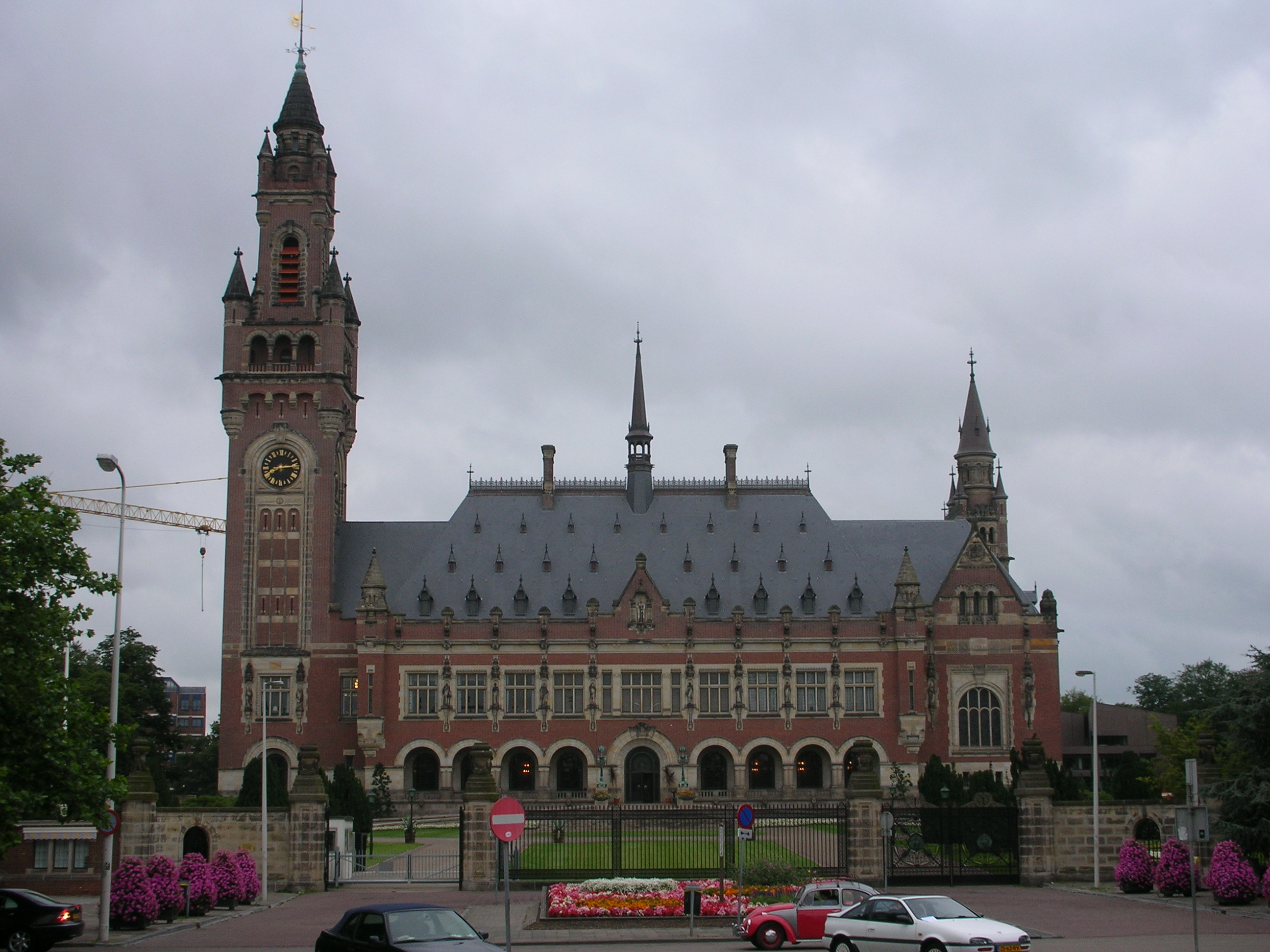
El Palau de la Pau, seu del Tribunal Internacional de Justícia

El Tribunal Internacional de Justícia (TIJ) o Cort Internacional de Justícia (CIJ), conegut col·loquialment com a Cort Mundial, és el principal òrgan judicial de les Nacions Unides i va ser establert per la Carta de les Nacions Unides el 1945. Cal no confondre aquest tribunal amb el Tribunal Penal Internacional que s'ocupa de la persecució de persones físiques que hagin comès crims de guerra, genocidi, o crims contra la humanitat.
Les funcions principals del TIJ són resoldre les disputes presentades pels estats i donar opinions i consells sobre les qüestions legals presentades per l'Assemblea General i el Consell de Seguretat, o per agències especialitzades que tenen l'autorització d'ambdós òrgans de l'ONU. L'Estatut del Tribunal Internacional de Justícia és el principal document constitucional que regula les activitats del Tribunal. Els idiomes oficials del Tribunal són el francès i l'anglès.
La seu del Tribunal és al Palau de la Pau a La Haia, Països Baixos. Està conformada per quinze jutges elegits per l'Assemblea General de l'ONU i el Consell de Seguretat de l'ONU d'una llista de persones anomenades pels grups nacionals del Tribunal Permanent d'Arbitratge. Els jutges treballen durant un període de nou anys i poden ser reelegits. No poden ser elegits dos jutges del mateix estat. Un terç del Tribunal és renovat cada tres anys. Fins ara, cadascun dels cinc membres permanents del Consell de Seguretat sempre han tingut un jutge al TIJ.
Les qüestions que es presenten al TIJ es resolen per la majoria dels jutges presents. L'article 38 de l'estatut estableix que per a arribar a una decisió, el Tribunal ha d'utilitzar les convencions internacionals, la tradició internacional i els principis generals de la llei reconeguts per les nacions civilitzades. Els jutges poden utilitzar decisions judicials prèvies per tal d'interpretar la llei, encara que el Tribunal no està subjecte a les seves decisions prèvies. Si les parts estan d'acord, el Tribunal pot decidir ex aequo et bono, (en justícia i equitat), la qual cosa significa que les decisions es basen en els principis generals d'equitat i no pas en una llei específica.

## Història
El primer organisme internacional que es va crear per resoldre les controvèrsies internacionals va ser el Tribunal Permanent d'Arbitratge (TPA), establerta el 1899 per la Primera Conferència de Pau de la Haia i que té la seu a aquesta ciutat d'Holanda del Sud. Aquest tribunal, encara en vigor i amb 112 estats adherits, es limita a proporcionar als estats una llista dels jutges i una infraestructura administrativa si decideixen resoldre les seves controvèrsies per via de l'arbitratge. Actualment la CPA també s'encarrega de proporcionar a l'Assemblea General i al Consell de Seguretat la llista de les persones que poden ser escollides com a jutges del Tribunal Internacional de Justícia.
L'any 1907, durant la Segona Conferència de Pau de la Haia els Estats Units, la Gran Bretanya i Alemanya van fer una proposta conjunta per la creació d'un tribunal permanent però no va ser aprovada. La Conferència es va limitar a millorar les normes que regien els procediments d'arbitratge de la CPA.
Amb el final de la Primera Guerra Mundial es va fer més evident la idea de la necessitat d'un tribunal mundial. L'article 14 de la Convenció de la Societat de Nacions, creada pel Tractat de Versalles, permetia a la societat la creació d'un tribunal internacional. L'Estatut del Tribunal Permanent de Justícia Internacional (TPJI) va ser aprovat per majoria a l'Assemblea de la Societat de Nacions el 13 de desembre del 1920 a Ginebra i el setembre del 1921 quan es va celebrar la següent Assemblea havia estat signat i ratificat per la majoria dels estats membres i va entrar en vigor. El Tribunal Permanent de Justícia Internacional va funcionar fins a l'inici de la Segona Guerra Mundial i es dissoldria el 1946 quan va ser reemplaçada del Tribunal Internacional de Justícia.
El 1945 a la Conferència de San Francisco es va signar la Carta de les Nacions Unides, tractat fundacional de l'ONU, que al seu article 92 estableix la creació d'un tribunal internacional: El Tribunal Internacional de Justícia serà l'òrgan judicial principal de les Nacions Unides. Funcionarà d'acord amb l'Estatut annex, que es basa en l'Estatut de la Tribunal Permanent de Justícia Internacional i forma part integrant d'aquesta Carta.

## Legitimació de les parts
En matèria contenciosa poden recórrer al Tribunal tots els estats que formin part del seu Estatut, fet que inclou automàticament tots els estats membres de les Nacions Unides. Un estat que no sigui membre de les Nacions Unides pot arribar a formar part de l'estatut del Tribunal en les condicions que en cada cas determini l'Assemblea General, per recomanació del Consell de Seguretat. Nauru és l'únic Estat no membre que forma part a l'estatut. Altres estats, no membres de les Nacions Unides i que no formen part de l'Estatut, poden encomanar casos en les condicions que estableixi el Consell de Seguretat. A més, el Consell pot recomanar que un litigi es remeti al Tribunal.
Tant l'Assemblea General com el Consell de Seguretat poden demanar una opinió consultiva del Tribunal sobre qualsevol qüestió jurídica. Altres òrgans de les Nacions Unides i els organismes especialitzats, amb autorització de l'Assemblea General, poden sol·licitar opinions consultives sobre qüestions jurídiques que corresponguin a l'àmbit de les seves activitats.
Cap persona individual, física o jurídica, podrà recórrer al Tribunal, ni per la via contenciosa ni per la consultiva.

## Procediment contenciós: sentències
Només els estats poden ser part en els afers contenciosos plantejats al Tribunal Internacional de Justícia. La jurisdicció del Tribunal està limitada als assumptes en què ambdues parts han sotmès la seva disputa al Tribunal. Cada part ha de complir les obligacions que li incumbeixin a conseqüència del judici emès per la Cort; el Consell de Seguretat pot ser convidat a fer recomanacions o decidir sobre unes determinades mesures si així ho considera pertinent.
A la pràctica, els poders del Tribunal s'han vist limitats per la desgana de les parts condemnades a respectar les sentències del Tribunal, o per la impossibilitat del Consell de Seguretat per a imposar les conseqüències del judici, molt especialment si l'error va en contra dels interessos d'un dels cinc països membres permanents del Consell de Seguretat que té el poder de vetar qualsevol decisió.
Tanmateix, pel que fa a les parts, un judici del Tribunal és vinculant, final i sense possibilitat d'apel·lació i, a conseqüència de la signatura de la Carta de les Nacions Unides, cada estat membre de les Nacions Unides es compromet automàticament a obeir qualsevol sentència del Tribunal Internacional de Justícia en un assumpte en el qual en formi part. Així mateix, la Carta de les Nacions Unides, contempla la possibilitat dels estats de recórrer al Consell de Seguretat davant un incompliment d'una resolució del Tribunal, el qual té la potestat de fer recomanacions o dictar mesures per tal que es compleixi la decisió del Tribunal en el cas particular.
Per exemple, els EUA, prèviament, havien acceptat la jurisdicció obligatòria del Tribunal des de la seva creació el 1946 però va retirar la seva acceptació després del judici de 1984 que compel·lí els Estats Units a "cessar i abstenir-se" de "l'ús il·legal de la força" contra el govern de Nicaragua. La Cort va afirmar que els Estats Units es trobaven afectats "en una infracció de la seva obligació sota el Dret internacional consuetudinari d'abstenció de l'ús de la força contra un altre Estat" i va ordenar el pagament de compensacions, encara que els Estats Units mai van complir la seva obligació.
Alguns exemples d'assumptes posats en consideració del Tribunal Internacional de Justícia són els següents:
- Una queixa dels Estats Units el 1980 en la qual l'Iran havia detingut a diplomàtics americans a Teheran, en clara violació de les normes del Dret internacional.
- Una disputa entre Tunísia i Líbia sobre la delimitació de la plataforma continental entre ells.[10][11]
- Una disputa sobre el curs de la frontera marítima que divideix els Estats Units i el Canadà en l'àrea del golf de Maine.
- Una queixa realitzada per la República Federal de Iugoslàvia contra els estats membres de l'Organització del Tractat de l'Atlàntic Nord sobre les seves accions en la guerra de Kosovo.

## Procediment consultiu: dictàmens

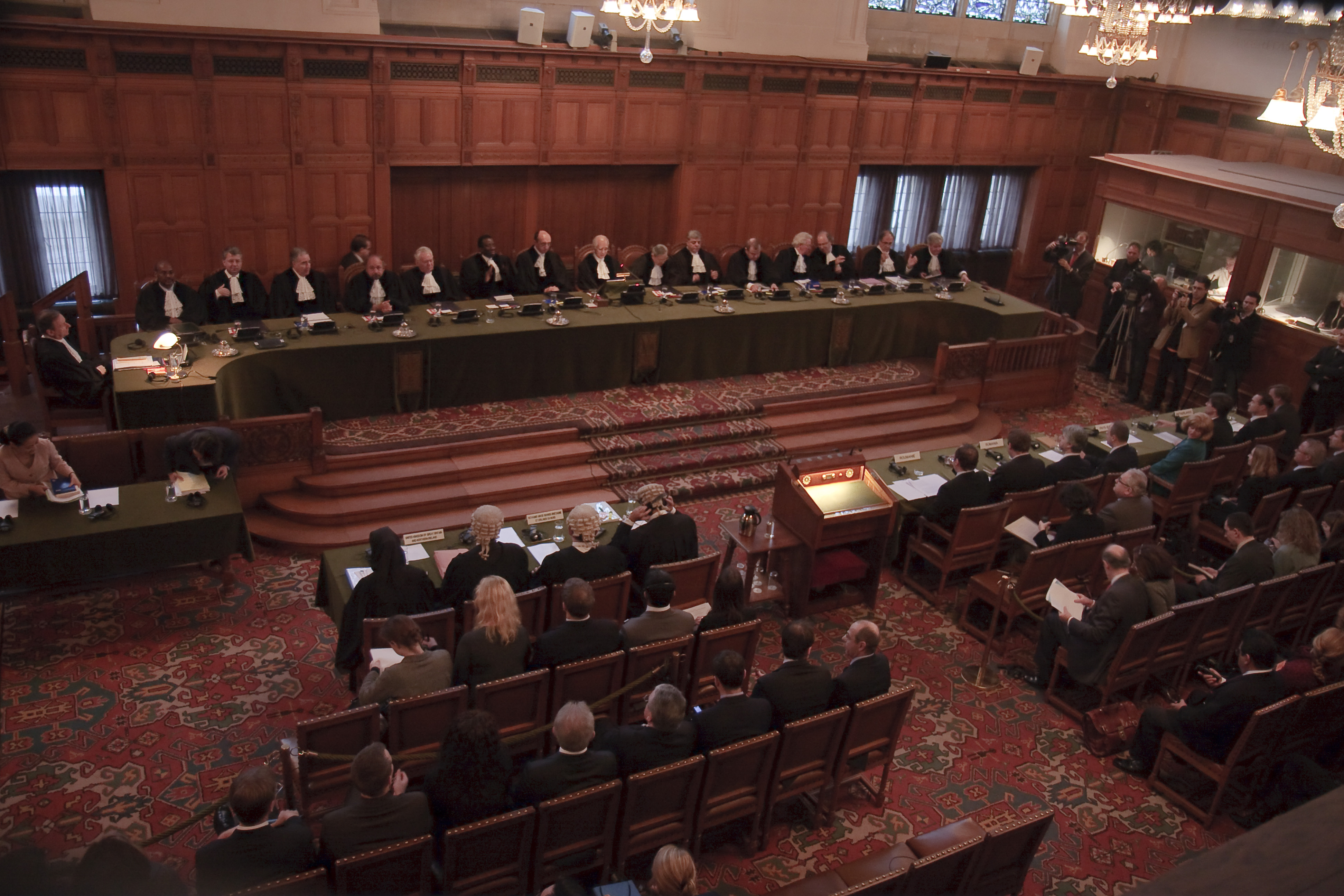
Audiència del procés consultiu que el 2010 resoldria la Conformitat amb el Dret Internacional de la declaració unilateral d'independència de les institucions provisionals d'autogovern de Kosovo.

Els dictàmens o opinions consultives són realitzades en una funció del Tribunal que només està oberta a certs organismes i agències de les Nacions Unides. En rebre una consulta, la Cort decideix sobre quins estats i organitzacions poden proporcionar informació útil i els dona l'oportunitat de presentar una declaració de forma oral o escrita. El procediment consultiu del Tribunal està dissenyat sobre la base del procediment contenciós i, per tant, les fonts de dret aplicables són les mateixes en ambdós procediments. A menys que s'hagi pactat que l'error sigui vinculant, en principi els dictàmens del Tribunal són de caràcter consultiu i, per tant, no són vinculants per les parts que els sol·liciten. No obstant això, certes normes o instruments poden comunicar a les parts implicades que l'opinió resultant serà vinculant.
Exemples recents de dictàmens serien:
- El Dictamen del Tribunal Internacional de Justícia de 8 de juliol de 1996 sobre la legalitat de l'amenaça o l'ús d'armes nuclears.
- El Dictamen del Tribunal Internacional de Justícia de 9 de juliol del 2004 sobre les conseqüències jurídiques de la construcció per part d'Israel d'un mur al territori palestí ocupat.
- El Dictamen del Tribunal Internacional de Justícia de 22 de juliol de 2010 sobre la legalitat de la declaració unilateral independència de Kosovo del 2008.[12]

## Jurisprudència

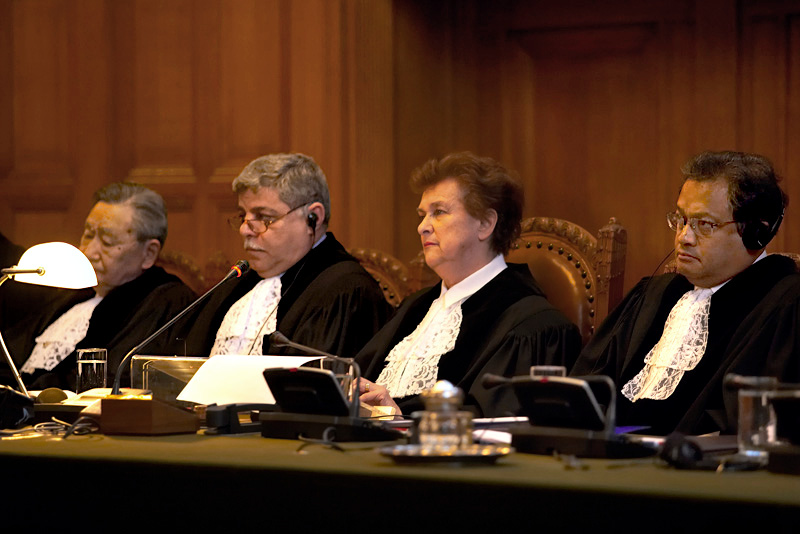
Audiències públiques del Tribunal sota la presidència del Excma. Sra. Rosalyn Higgins (febrer/març de 2006) - Seixanta aniversari de la Cort Internacional de Justícia - Sessió oficial del dimecres 12 d'abril de 2006

La jurisprudència internacional no és una font del dret, és a dir, no crea dret, sinó que és només un «mitjà auxiliar per a la determinació de les regles de dret». Els dictàmens, juntament amb les decisions en assumptes contenciosos, formen part d'aquesta jurisprudència internacional, que té com a principal funció la de servir com a element d'interpretació del Dret Internacional. A la pràctica, la Cort Internacional de Justícia ha fet un ús indistint com a precedents dels seus dictàmens i sentències, tractant tots dos tipus de resolucions en peu d'igualtat. Ambdues, per tant, són igualment jurisprudència. Això ja succeïa al Tribunal Permanent de Justícia Internacional, que també podia dictar tant dictàmens com sentències.
| « | Queden encara per precisar algunes qüestions respecte de la jurisprudència. D'elles volem fer referència, en primer lloc, a l'existència dins l'emesa per la Cort Permanent de Justícia Internacional i la Cort Internacional de Justícia de dues categories en clares des del punt de vista de l'Estatut. Em refereixo a la distinció entre sentències i dictàmens de la Cort, on el valor vinculant és ben diferent. Ara bé, la situació de fet és també diferent, especialment per l'ús indistint, com en precedents que la Cort ha vingut fent de les seves sentències i dictàmens. Això ja va ser assenyalat per De Visscher en el seu curs a l'Acadèmia de La Haia de 1929, i ha estat desenvolupat més tard per Sorensen, avalat amb la doctrina de la pròpia Cort Permanent en els assumptes delLotusi de laAlta Silèsiai en el dictamen sobre laComissió Europea del Danubi. Sorensen llença l'afirmació categòrica que per als efectes d'ús de precedents, la Cort tracta en peu d'igualtat sentències i dictàmens, afirmació que ens sembla molt i molt convincent.» | » |
| — Manuel Díez de Velasco, Instituciones de Derecho Internacional Público, Tecnos, Madrid, 1988, vol. I, pág. 98: | |   |

## Composició del tribunal
La Cort està integrada per 15 magistrats elegits per l'Assemblea General i el Consell de Seguretat, en votacions independents. Els jutges no representen els seus respectius estats i actuen com a agents independents, se'ls tria pels seus mèrits i no per la seva nacionalitat, i s'intenta que al Tribunal estiguin representats els principals sistemes jurídics del món, però, fins ara, sempre hi ha hagut al tribunal un jutge amb nacionalitat de cadascun dels cinc estats que són membres permanents del Consell de Seguretat (França, el Regne Unit, la República Popular de la Xina, Rússia i els Estats Units). No hi pot haver dos magistrats que pertanyin a un mateix Estat.
A la pràctica, la composició del tribunal ha seguit tradicionalment aquesta composició geogràfica:
- Àfrica: 3
- Amèrica Llatina i Carib: 2
- Àsia: 3
- Europa Occidental i altres estats: 5
- Europa de l'est: 2

Els magistrats compleixen mandats de nou anys i poden ser reelegits. Un terç del Tribunal és elegit cada tres anys. L'elecció es realitza a través d'un règim de doble escrutini. Perquè una persona sigui escollida per integrar la Cort, és necessari que hagi comptat amb una majoria absoluta de vots en l'Assemblea General de les Nacions Unides i al Consell de Seguretat.
Els magistrats no poden dedicar-se a cap altra ocupació mentre duri el seu mandat. No poden tampoc participar en la decisió de cap assumpte en què hagin intervingut anteriorment com a agents, consellers o advocats de qualsevol de les parts, o com a membres d'un tribunal nacional o internacional o d'una comissió investigadora, o en qualsevol altra qualitat.
El 1889 es va crear la Cort Permanent d'Arbitratge, que és una llista de noms, quatre proposats per cada Estat, de la qual les parts en un conflicte poden escollir-ne àrbitres.
Habitualment, la Cort celebra sessions plenàries, però també pot constituir unitats més petites, anomenades "sales", quan les parts ho sol·licitin. Les decisions sotmeses al Tribunal es decideixen per la majoria dels jutges presents però les sentències dictades per les sales es consideren dictades per la Cort en ple. A més a més, la Cort ha constituït una Sala d'Afers Ambientals.

### Composició actual
A data del 28 de maig 2025 la composició del Tribunal Internacional de Justícia és la següent:
| Nom | Nacionalitat | Posició         | Mandat | Mandat |
| Nom | Nacionalitat | Posició         | Inici  | Fi     |
| --- | ------------ | --------------- | ------ | ------ |
| Yuji Iwasawa | Japó         | Presidentab     | 2018   | 2030   |
| Julia Sebutinde | Uganda       | Vice-presidenta | 2012   | 2030   |
| Peter Tomka | Eslovàquia   | Membre          | 2003   | 2030   |
| Ronny Abraham | França       | Membre          | 2005   | 2027   |
| Abdulqawi Yusuf | Somàlia      | Membre          | 2009   | 2027   |
| Xue Hanqin | Xina         | Membre          | 2010   | 2030   |
| Dalveer Bhandari | Índia        | Membre          | 2012   | 2027   |
| Georg Nolte | Alemanya     | Membre          | 2021   | 2030   |
| Hilary Charlesworth | Austràlia    | Membre          | 2021   | 2033   |
| Leonardo Nemer Caldeira Brant (Reemplaça Antônio Augusto Cançado) | Brasil       | Membre          | 2022   | 2027   |
| Juan Manuel Gómez Robledo Verduzco | Mèxic        | Membre          | 2024   | 2033   |
| Sarah Cleveland | Estats Units | Membre          | 2024   | 2033   |
| Bogdan Aurescu | Romania      | Membre          | 2024   | 2033   |
| Dire Tladi | Sud-àfrica   | Membre          | 2024   | 2033   |
| Philippe Gautier | Bèlgica      | Registrador     | 2019   | 2026   |
| a Pel mandat de 2024–2027 b El President de la CIJ, Nawaf Salam, va dimitir per assumir el càrrec de Primer Ministre del Líban. Yuji Iwasawa va ser triat per cobrir la vacant durant la resta del mandat. |              |                 |        |        |

## Limitacions de l'acció del TIJ
Des de la seva creació el tribunal s'ha mantingut al marge dels grans conflictes entre els estats, els més sensibles políticament, perquè els estats no els han portat davant la Cort. La seva acció s'ha limitat als conflictes menors. De vegades la Cort Internacional de Justícia ha tingut un paper dissuasiu, de manera que els estats en conflicte han acabat per arribar a un acord: aquest fou el cas del procediment sobre Certes terres amb fosfats a Nauru que va enfrontar Nauru i Austràlia el 1989 i que finalment es va resoldre el 1993 en desistir ambdues parts a continuar el procés. Durant la dècada del 1970, molts estats en van negar a comparèixer davant la Cort Internacional de Justícia i d'altres van retirar la seva declaració voluntària de la jurisdicció obligatòria després que es produïssin decisions desfavorables als seus interessos, com fou per exemple el cas de França el 1974 després dels casos sobre els assaigs nuclears plantejats per Austràlia i Nova Zelanda o dels Estats Units el 1986 després de la resolució del cas de les activitats militars i paramilitars a Nicaragua.
La Cort Internacional de Justícia no és l'únic mitjà de resolució pacífica de les controvèrsies que hi ha a disposició dels Estat, l'article 33 de la Carta de les Nacions Unides enumera uns quants: Les parts en qualsevol controvèrsia la continuació de la qual sigui susceptible de posar en perill el manteniment de la pau i de la seguretat internacionals hauran de cercar-hi solució, en primer lloc, mitjançant negociació, enquesta, mediació, conciliació, arbitratge, arranjament judicial, recurs a organismes o acords regionals o qualsevol altre mitjà pacífic que escullin.
La proliferació d'òrgans judicials internacionals també ha contribuït a limitar el camp d'acció del Tribunal Internacional de Justícia. Podem citar el Tribunal Internacional del Dret del Mar, creat per la Convenció sobre dret del mar del 1982 signada a Montego Bay (Jamaica) el 10 de desembre, que incideix directament sobre les competències del TIJ pel que fa a la delimitació marítima. La creació de tribunals específics com el Tribunal Penal Internacional per a l'antiga Iugoslàvia creat el 1993 o Tribunal Penal Internacional per a Ruanda creat el 1994 i l'inici de les activitats l'any 2002 del Tribunal Penal Internacional (TPI) també pot introduir els conflictes de competència.